# Tunnel de Stembert
 (juillet 2020).
- Si vous ne connaissez pas le sujet, laissez ce bandeau (vous pouvez alors contacter les auteurs).
- Si vous supprimez le contenu mis en cause (vous pouvez préalablement contacter les auteurs),

argumentez précisément cette suppression dans la page de discussion
(un manque de référence n'est pas un argument ; une recherche réelle de référence doit avoir été effectuée, être formellement documentée).

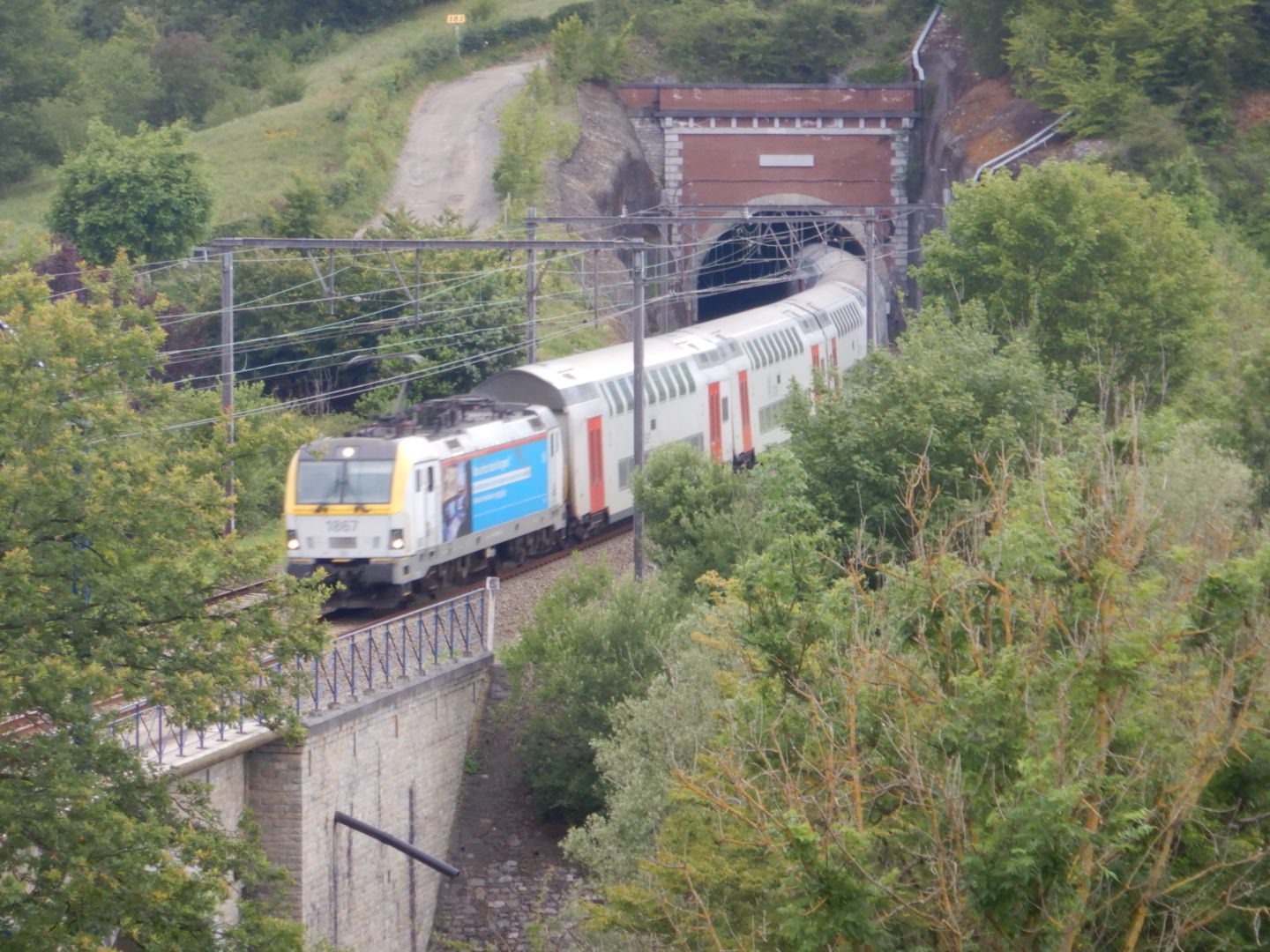
Entrée est du tunnel de Stembert en juillet 2020.

Le tunnel de Stembert est un tunnel ferroviaire situé à proximité de Stembert, dans la commune de Verviers (Belgique). Mis en service en 1843, ce tunnel, long de 195 mètres, se situe sur le parcours de la ligne 37, de Liège à la frontière allemande.  

## Histoire
Le projet de ligne de chemin de fer entre le port d'Anvers et le Cologne est mis à l'étude presque immédiatement après l'indépendance de la Belgique. Dès 1832, il apparaît que le tracé idéal emprunte la vallée de la Vesdre et relie Liège à Verviers.
Le projet de chemin de fer, dont la construction sera assurée par l’État belge est finalement amendé pour desservir Bruxelles ainsi que d'autres destinations telles que Gand, Ostende, Charleroi, Namur, Mons et le nord de la France. La ligne est ouverte entre Anvers, Malines et Liège au cours de la période 1836-1842. La nature encaissée et sinueuse de la vallée de la Vesdre impose la construction de nombreux tunnels et viaducs à tel point que le nombre de tunnels de cette ligne dépasse celui de l'ensemble du réseau alors en cours de construction de sorte que la ligne aura le coût de construction le plus élevé de tout ce réseau embryonnaire : 450 000 francs de l'époque par kilomètre.
La section de Chaudfontaine à Verviers, comprenant ce tunnel, est inaugurée le 17 juillet 1843. Comme tous les ouvrages de la ligne, le tunnel est d'emblée bâti pour la double voie.
Le rôle pour le trafic marchandises de la ligne a été fortement réduit dans les années qui ont suivi la mise en service de la ligne 24, de Tongres à Aix-la-Chapelle par les plateaux de Herve, terminée en 1917 par l'occupant allemand. L'achèvement en 2009 de la LGV 3 fait disparaître de la ligne 37 le trafic des trains Thalys
La ligne 37 a été électrifiée en 1966.

## Fréquentation du tunnel
Toujours d'après ces observations, la grande majorité des trains empruntant le tunnel utilisent leur avertisseur sonore pour s'annoncer lors de leur entrée dans le tunnel.